# Адаптація законодавства
Адапта́ція законодавства (від лат. adapto — «пристосування», «прилаштування») — процес приведення нормативно-правових актів певної держави у відповідність до вибраного стандарту.
Адаптація законодавства може бути як внутрішньою (адаптація законів до кодексу), так і зовнішньою: адаптація законодавства (держави-реципієнта) до міжнародних угод (донорської правової системи).
Адаптація законодавства є частковим випадком правової інтеграції і виявом діалогу правових культур.

## Форми адаптації законодавства
Згідно досліджень С. В. Грищака, можна виділити такі форми адаптації законодавства:
1. апроксимація (лат. approximare — «наближення»)процес прийняття, внесення змін чи скасування правових норм з метою наближення положень національного законодавства до положень актів законодавства іншої держави, групи держав або міжнародної спільноти загалом.
2. імплементація (лат. impleo — «наповнення», «виконання»)правотворча діяльність держави з метою реалізації прийнятих відповідно до міжнародного права зобов'язань.
3. транспозиція (лат. trānspositiō — «перекладання»)процес прийняття, внесення змін чи скасування правових норм з метою досягнення ідентичності з відповідними донорськими актами. Транспозиція може означати копіювання тексту законодавчого документа дослівно в національне законодавство або пряме посилання на міжнародний акт у національному законодавстві.
4. координація (лат. coordinatio — взаємне впорядкування)процес узгодження тієї частини національного законодавства та практики його застосування, по якій наближення або транспозиція є неможливими або непотрібними.

Іншими видами правової інтеграції Грищак називає уніфікацію та гармонізацію.

## Адаптація законодавства України до законодавства Європейського Союзу
Як сказано в Загальнодержавній програмі адаптації законодавства України до законодавства Європейського Союзу, адаптація законодавства України до законодавства Європейського Союзу — це процес приведення законів України та інших нормативно-правових актів у відповідність з acquis communautaire.
Метою адаптації законодавства України до законодавства Європейського Союзу є досягнення відповідності правової системи України acquis communautaire з урахуванням критеріїв, що висуваються Європейським Союзом до держав, які мають намір вступити до нього.

### Послідовність здійснення адаптації
У відповідності до положень Загальнодержавної програми процес адаптації законодавства складається з декількох етапів у такій послідовності:
1. визначення актів acquis communautaire, що регулюють правовідносини у відповідній сфері;
2. переклад визначених актів європейського законодавства українською мовою;
3. здійснення комплексного порівняльного аналізу;
4. розроблення рекомендацій стосовно гармонізації законодавства України з acquis communautaire;
5. проведення політичного, економічного та соціального аналізу наслідків реалізації рекомендацій; визначення переліку законопроєктних робіт;
6. підготовка проєктів законів та інших нормативно-правових актів, включених до переліку законопроєктних робіт, та їх прийняття;
7. моніторинг виконання.

### Інституційний механізм
Інституційна відповідальність за сферу адаптації законодавства розділена між Верховною Радою України, Кабінетом Міністрів України та Міністерством юстиції України. Перевірка проєктів законодавчих актів на відповідність acquis communautaire проводиться як на парламентському, так і на урядовому рівнях.
Ξ Верховна Рада України
Ξ Кабінет Міністрів України
Ξ Міністерство юстиції України
Ξ Координаційна рада з адаптації законодавства України до законодавства Європейського Союзу.

### Нормативні акти
- Угода про партнерство та співробітництво між Європейськими співтовариствами і Україною 1994 року [Архівовано 10 грудня 2013 у Wayback Machine.]
- Про Концепцію адаптації законодавства України до законодавства Європейського Союзу: Кабінет Міністрів України; Постанова, Концепція від 16.08.1999 № 1496 [Архівовано 9 квітня 2012 у Wayback Machine.]
- Про Концепцію Загальнодержавної програми адаптації законодавства України до законодавства Європейського Союзу: Верховна Рада України; Закон, Концепція від 21.11.2002 № 228-IV [Архівовано 28 жовтня 2018 у Wayback Machine.]
- Про Загальнодержавну програму адаптації законодавства України до законодавства Європейського Союзу: Верховна Рада України; Закон, Програма, Перелік від 18.03.2004 № 1629-IV [Архівовано 6 квітня 2012 у Wayback Machine.]
- Постанова Кабінету Міністрів України від 15 жовтня 2004 р. № 1365 «Деякі питання адаптації законодавства України до законодавства Європейського Союзу» [Архівовано 22 лютого 2013 у Wayback Machine.]
- Розпорядження Кабінету Міністрів України від 17 серпня 2011 р. N 790-р «Про затвердження плану заходів щодо виконання у 2011 році Загальнодержавної програми адаптації законодавства України до законодавства Європейського Союзу» [Архівовано 22 лютого 2013 у Wayback Machine.]
- Заява Верховної Ради України «Про реалізацію євроінтеграційних прагнень України та укладення Угоди про асоціацію між Україною та Європейським Союзом» [Архівовано 30 липня 2013 у Wayback Machine.]

### Публікації
- [Архівовано 21 січня 2022 у Wayback Machine.]
- Суходубова І. В. Інституційне забезпечення адаптації законодавства України до acquis Європейського Союзу // Форум права. — 2012. — № 4[недоступне посилання з червня 2019]
- Інституційний механізм адаптації законодавства України до законодавства ЄС [Архівовано 22 лютого 2013 у Wayback Machine.]
- Друзенко Г. Адаптація законодавства України до законодавства Європейського Союзу: досвід часткового прийняття Acquis Communautaire без чіткої перспективи членства в Союзі // Юридичний журнал. — 2005. — № 4
- Проєкт Угоди про асоціацію між Україною та Європейським Союзом і його державами-членами [Архівовано 16 серпня 2013 у Wayback Machine.]
- Порядок денний асоціації Україна — ЄС [Архівовано 13 жовтня 2017 у Wayback Machine.]
- Адаптація українського законодавства у сфері енергоефективності та використання відновлювальних джерел енергії до законодавства ЄС [Архівовано 16 листопада 2015 у Wayback Machine.]
- Мужикова Н. М., Пузирний В. Ф., Семиног Л. А. Адаптація соціальної політики та трудового законодавства України до стандартів ЄС: Навч. посібник / Сіверський інститут регіональних досліджень. — Чернігів: Деснянська правда, 2007. — 169 с. ISBN 978-966-502-382-1[недоступне посилання з червня 2019]
- Адаптація законодавства України до законодавства Європейського Союзу: стан, проблеми та перспективи / Центр Разумкова, 06 червня 2001 р.
- Петров Р. А. Адаптация законодательства Украины к законодательству Европейского Союза в соглашениях об ассоциации. Средиземноморский опыт // Європейські студії і право. — 2010. — № 1[недоступне посилання з червня 2019]
- Романюк Е. И., Нитова М. Гармонизация права Украины с правом Европейского союза [Архівовано 14 березня 2016 у Wayback Machine.]
- Теоретико-правові засади імплементації права Європейського Союзу в національне право держав-членів: монографія / І. З. Брацук; ред.: М. М. Микієвич; Львів. нац. ун-т ім. І. Франка. — Львів, 2016. — 229 c. — Бібліогр.: с. 202—224.